# إثيل ايرين هاربر
إثيل ايرين هاربر (بالإنجليزية: Ethel Ernestine Harper) هي عارضة وممثلة أمريكية، ولدت في 1903 في غرينسبورو في الولايات المتحدة، وتوفيت في 1979 بسبب نوبة قلبية.